# Conjunt històric entre el carrer del Sol i la plaça del Pi (Gelida)
El Conjunt històric entre el carrer del Sol i la plaça del Pi de Gelida (Alt Penedès) està protegit com a bé cultural d'interès local.

## Descripció
Es tracta d'un conjunt històric que constitueix l'eix central de Gelida format per diferents carrers i places disposats en continuïtat amb un pendent destacat entre la plaça de l'Església i la plaça del Pi. Aquests trams de carrer tenen característiques constructives semblants, ja que daten d'una època similar, tot i que es poden destacar alguns trets que tot seguit ressenyem.
Al carrer del Sol l'edificació es produeix bàsicament en un únic cantó amb habitatges majoritàriament de planta baixa i de dos o tres pisos. Al carrer Marquès de Gelida les edificacions es disposen entre mitgeres a les dues bandes del carrer amb habitatges de planta baixa i un o dos pisos. Destaquen els edificis de la Casa del Senyor i Cal Toni Font que té un portal adovellat amb la inscripció de la data, el 1760. La Plaça de l'Església configura la imatge del centre històric amb edificis d'important valor i, a més, representa el nucli religiós amb l'Església parroquial de Sant Pere de Gelida i la Rectoria. El carrer Major constitueix una de les estructures principals que configuren la imatge del centre històric. És el principal eix comercial i social de Gelida amb edificis entre mitgeres de planta baixa i d'un a tres pisos. Destaquen els edificis de Cal Terra, la Casa Terra, la Societat Coral d'Artesans, Casa Comelles, Casa Ràfols i el Centre Cultural i Recreatiu.